# ホテルメトロポリタン仙台
ホテルメトロポリタン仙台（ホテルメトロポリタンせんだい）は、仙台市青葉区にある東日本旅客鉄道グループのホテルチェーン（JR東日本ホテルズ）であるメトロポリタンホテルズの1つである。運営は仙台ターミナルビル。

## 概要
17種類300室の客室が存在するシティホテル。シティホテルでは珍しい和室を備え、仙台駅から徒歩1分（建物自体はエスパルを介して直結している）の好立地が特徴。
1988年開業。翌1989年10月14日に開業した仙台国際ホテルと共に、仙台のバブル景気期を代表するホテルである。
プロ野球やJリーグのビジター球団の宿舎としてもよく利用される。プロ野球では全11球団が当ホテルを利用している。

## 館内
1、2階はロビーおよびレストラン、バーとして利用される。3階から5階及び21階がコンベンション施設、6階から20階が客室となっている。
2018年2月16日には、開業30周年記念事業の一環として改装していた19、20階における客室のリニュアール工事が完了。「エグゼクティブフロア」としてオープンした。
またホテルメトロポリタン仙台は、ほかのフロアもインバウンドや国際会議での利用増を見込み順次改装に着手するとしている。
部屋数は以下の通り。
- シングルルーム 132 室
- ツインルーム 135 室
- ダブルルーム 26 室
- スイートルーム 3 室

### レストラン
- 旬菜グリル＆カフェ「セレニティ」※
- 日本料理・鉄板焼「はや瀬」※
- 中国料理「桃李」
- ロビーラウンジ「シャルール」
- バー「ナイト」

※は朝食を提供するレストラン。

## ホテルメトロポリタン仙台イースト
2017年（平成29年）6月19日、JR仙台駅東口に14階建の「ホテルメトロポリタン仙台イースト」が開業した。新ホテルは1、2階に、隣接するエスパル仙台東館の増床エリアとして飲食店など約20店舗が入り、5階以上を客室とした。

## 沿革
- 1988年（昭和63年）7月11日 -「仙台ターミナルホテル」として開業。
- 1990年（平成2年）7月1日 -「ホテルメトロポリタン仙台」に改称。
- 2006年（平成18年）〜2010年（平成22年）- リニューアルを実施。
- 2017年（平成29年）6月19日 - 「ホテルメトロポリタン仙台イースト」が開業。